# Чижов, Евгений Иванович
Евгений Иванович Чижов — советский хозяйственный, государственный и политический деятель, Герой Социалистического Труда.

## Биография
Родился в 1912 году в Ярославле. Член КПСС.
С 1932 года — на хозяйственной, общественной и политической работе. В 1932—1979 гг. — инженерно-технический работник в Ярославской области, главный механик на Казанском заводе резинотехнических изделий, главный механик на Курском заводе резинотехнических изделий, создатель «дублёра Чижова» — устройства для сборки сердечников транспортерных лент, директор Курского завода резинотехнических изделий Министерства нефтеперерабатывающей и нефтехимической промышленности СССР.
Указом Президиума Верховного Совета СССР от 20 апреля 1971 года присвоено звание Героя Социалистического Труда с вручением ордена Ленина и золотой медали «Серп и Молот».
Делегат XXIII съезда КПСС.
Умер в Курске в 1995 году.